# 粗毛点地梅
粗毛点地梅（学名：Androsace wardii）为报春花科点地梅属下的一个种。

## 扩展阅读
- 維基物種上的相關：粗毛点地梅